# サファイア・ジュビリー
サファイア・ジュビリー（英: sapphire jubilee）という用語は、2017年にイギリスの女王エリザベス2世の在位65周年を祝賀するために作られたものである（エリザベス2世のサファイア・ジュビリーを参照）。従来より、サファイア婚式は結婚45周年を祝うものとされており、シルバー、ゴールデン、ダイヤモンドと同じように在位記念日に対しても使われるだろうと予想されていた。

## 一覧
| 特筆すべき人物        | 記念   |
| --------------------- | ------ |
| ルイ14世              | 1708年 |
| フェルディナンド1世   | 1824年 |
| フランツ・ヨーゼフ1世 | 1913年 |
| ヨーハン2世           | 1923年 |
| ソブーザ2世           | 1964年 |
| ラーマ9世             | 2011年 |
| エリザベス2世         | 2017年 |